# Daniel Noonan

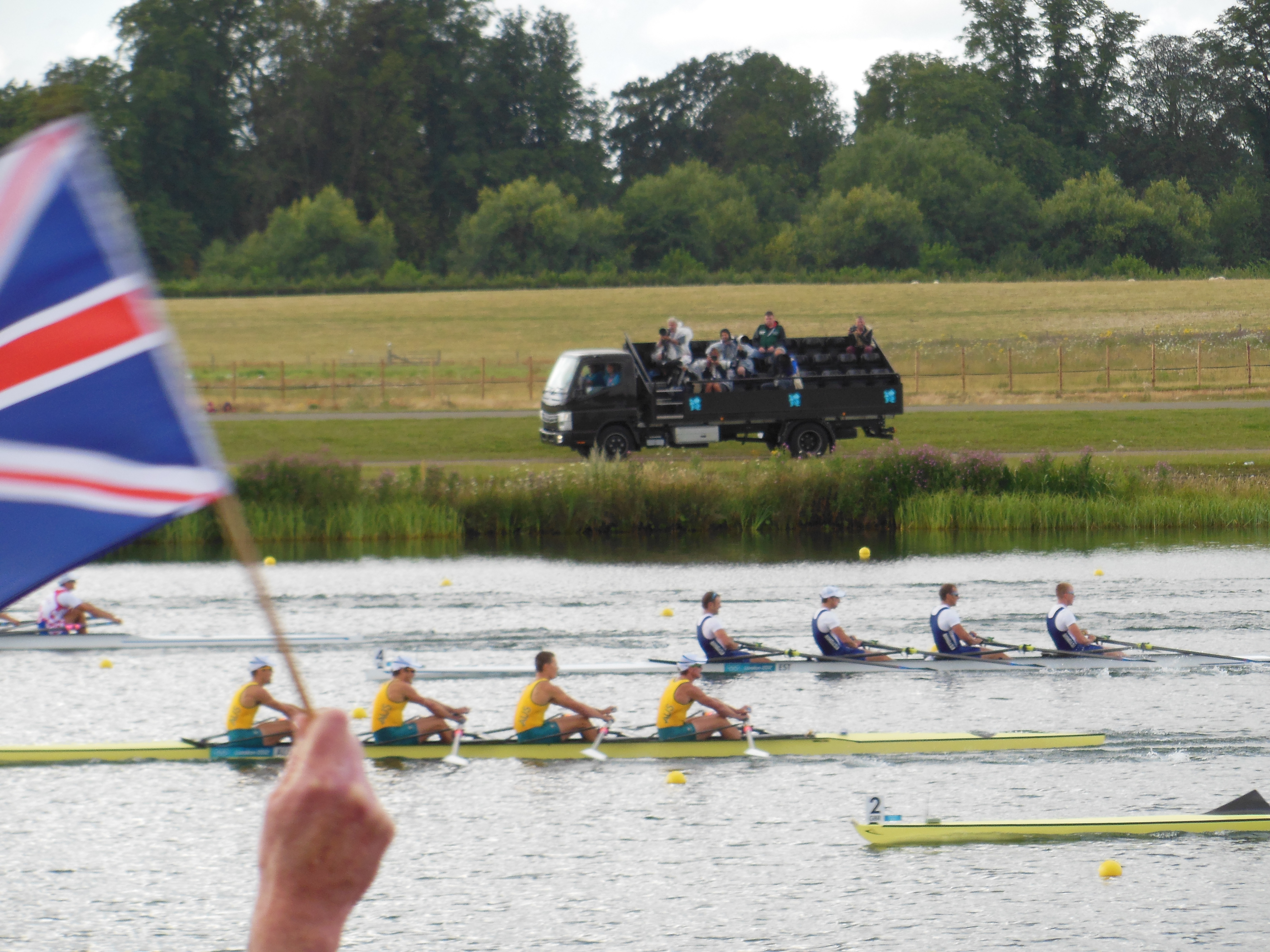
Der australische Doppelvierer (linkes Boot) beim Zieleinlauf der Olympischen Spiele 2012 in London

Daniel Noonan (* 28. Oktober 1979 in Warren (New South Wales)) ist ein australischer Ruderer.
Er begann 1995 mit dem Rudern, 1997 belegte er mit dem Doppelvierer den fünften Platz bei den Junioren-Weltmeisterschaften. Sein Weltcupdebüt gab er 2000 in Luzern mit einem zwölften Platz im Doppelvierer. Erst 2006 gelang ihm beim Weltcup in München mit dem dritten Platz im Doppelvierer eine Podest-Platzierung bei einer internationalen Regatta. Bei den Ruder-Weltmeisterschaften 2006 belegte das Boot den neunten Platz. Nach einem Jahr im Einer mit einem 15. Platz beim Weltcup in Amsterdam als bester Platzierung kehrte Noonan 2008 in den Doppelvierer zurück. Der Vierer erreichte das Finale bei den Olympischen Spielen in Peking und belegte in der Aufstellung Christopher Morgan, James McRae, Brendan Long und Daniel Noonan den vierten Platz. 
2009 wurde der Doppelvierer völlig umbesetzt; zusammen mit Nick Hudson, Jared Bidwell und David Crawshay gewann Noonan die Silbermedaille bei den Ruder-Weltmeisterschaften 2009 hinter dem polnischen Doppelvierer. 2010 erhielt der australische Doppelvierer in der Besetzung Karsten Forsterling, David Crawshay, James McRae und Daniel Noonan die Bronzemedaille bei den Weltmeisterschaften in Neuseeland. 2011 kam Christopher Morgan für Crawshay ins Boot, Morgan, McRae, Forsterling und Noonan gewannen Gold bei den Weltmeisterschaften in Bled. 2012 belegte der australische Doppelvierer den dritten Platz bei den Olympischen Spielen in London hinter dem deutschen und dem kroatischen Boot.